# Blönduósbær
Blönduós ([ˈplœntʏousˌpaiːr̥]) es un municipio de Islandia. Se encuentra a las orillas del río Blanda en la zona nororiental de la región de Norðurland Vestra y en el condado de Austur-Húnavatnssýsla. El nombre significa «desembocadura del Blanda».

## Población y territorio
El municipio de Blönduós se encuentra en el costado suroccidental de la península de Skagi. Tiene un área de 183 kilómetros cuadrados. Su población es de 904 habitantes, según el censo de 2011, para una densidad de 4.9 habitantes por kilómetro cuadrado. Su población más importante se llama a su vez Blönduós. Se encuentra en el costado oriental de la bahía de Húnaflói. 

## Economía
El puerto de Blönduós sigue siendo pequeño ya que la costa arenosa obstaculizó siempre la construcción de instalaciones portuarias grandes. La pesca de gambas, eglefinos y mejillones significa un factor económico de cierta importancia, pero la agricultura y la industria textil son más importantes para la ciudad.

## Historia
La aldea de Blönduós fue reconocida oficialmente como un lugar de comercio (verslunarstaður) en 1876. La construcción del puente del río Blanda en 1963 fomentó el desarrollo económico de la aldea. Los derechos y privilegios de una ciudad (kaupstaðurréttindi) fueron otorgados  el 4 de julio de 1988 y en 1989 Blönduós tenía 1 079 habitantes.

## Atracciones turísticas
La casa Hillebrandhús es el edificio más antiguo de la ciudad. Originalmente fue construido en la aldea de Skagaströnd en 1747. Después fue desmantelado y reconstruido en Blönduós en 1877. Otro lugar de interés es el museo Heimilisiðnaðarsafnið fundado en 1976.
La antigua iglesia Eldri Blönduóskirkja de madera fue construida originalmente en otra aldea (Haltabakki), desmantelada en 1894 y reconstruida en Blönduós en 1895. La nueva iglesia Yngri Blönduóskirkja con 250 asientos fue inaugurada el 1 de mayo de 1993.

## Infraestructura
Blönduós cuenta con una escuela general básica, una biblioteca, algunas tiendas, una farmacia, un centro de salud, un taller de reparaciones, una gasolinera, dos hoteles, un terreno de camping, dos restaurantes, una piscina pública y un campo de golf. Cada día Blönduós está conectada con Reikiavik y con Akureyri por autobuses.

## Galería

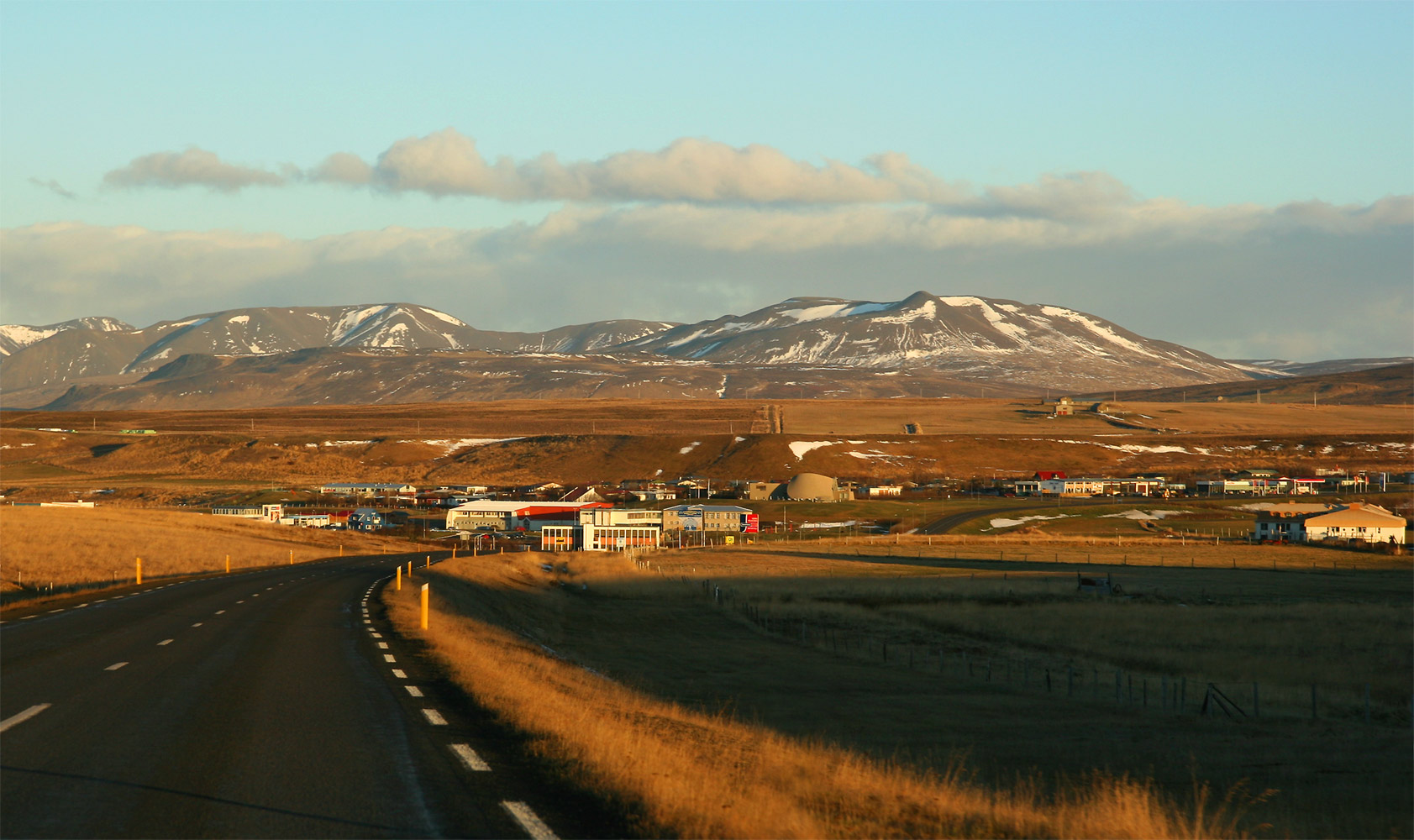
Blönduós, con Hörfell y Árbakkafjall próximo a Skagí
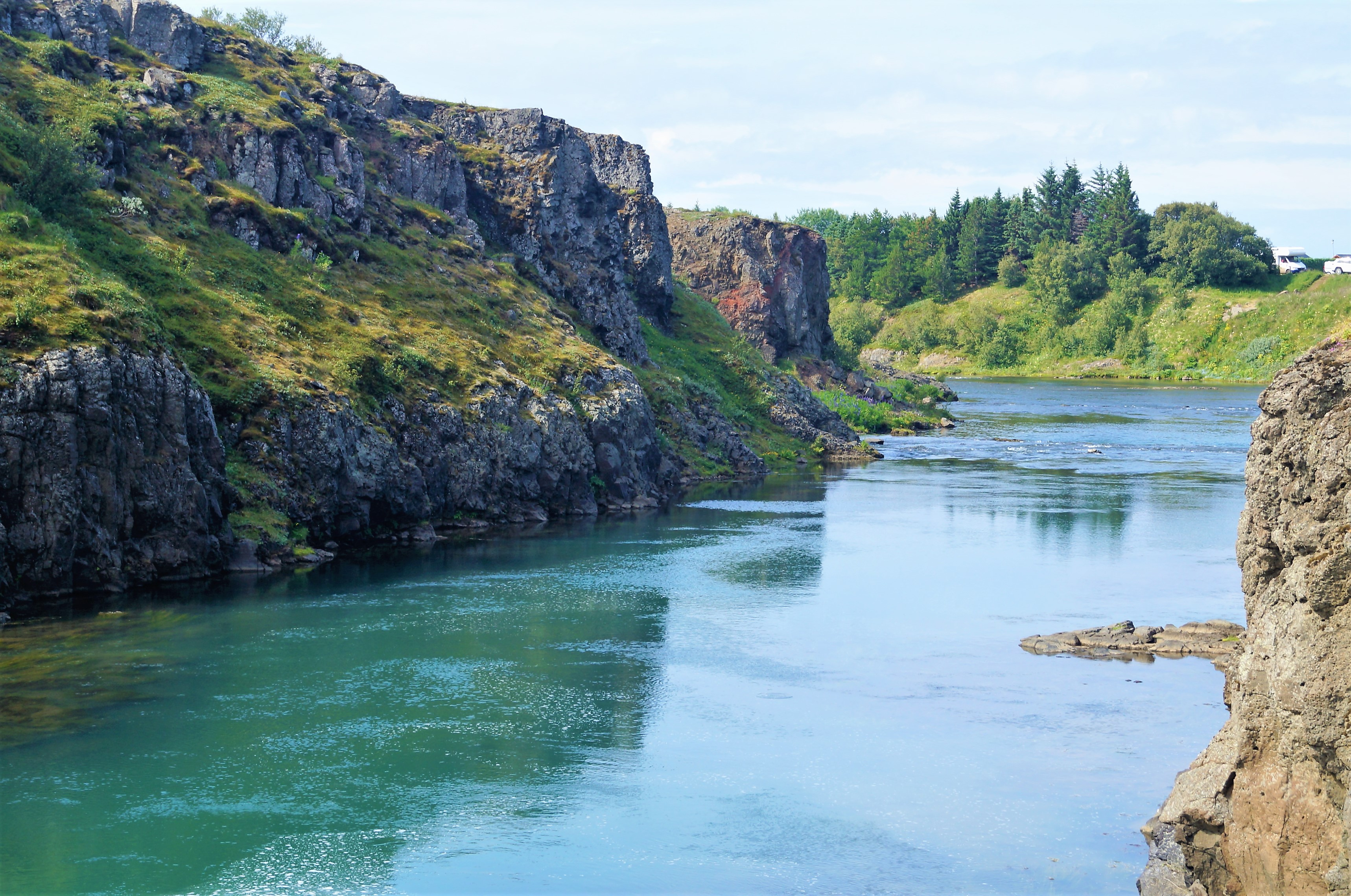
Blanda en Blönduós
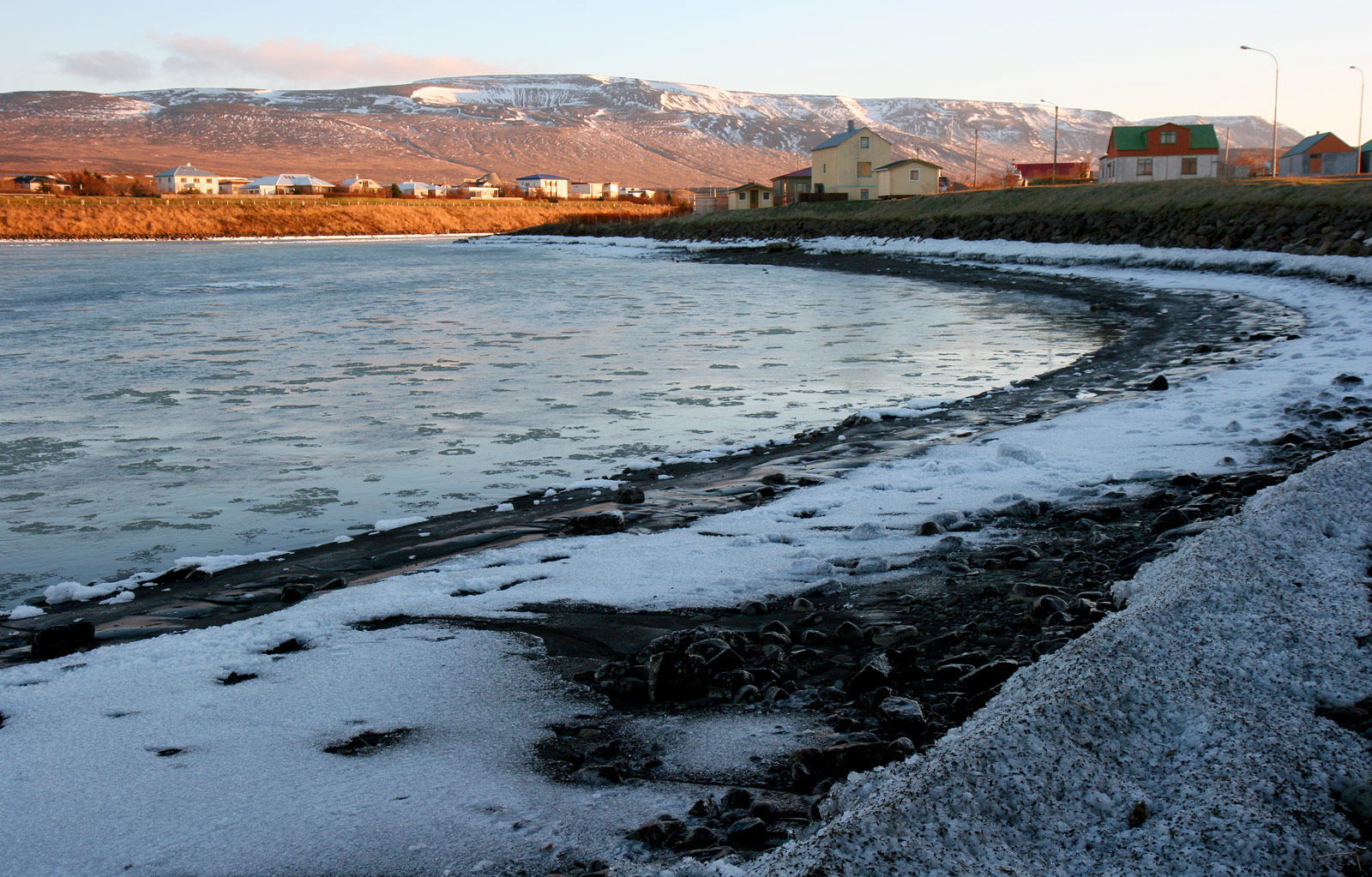
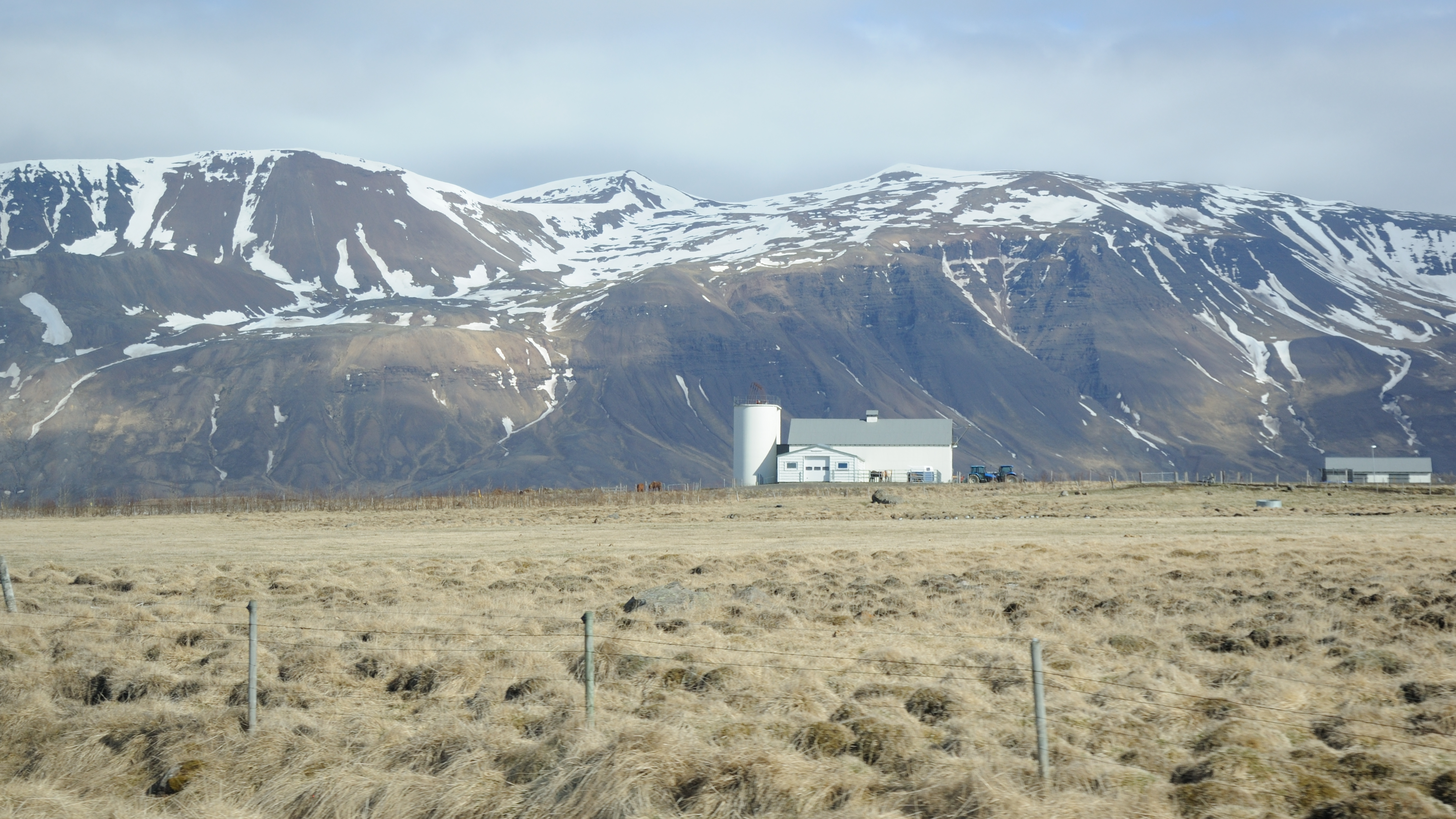